# زودراو
سودراو (به آلمانی: Süderau) یک شهر در آلمان است که در اشتاینبورگ واقع شده‌است. سودراو ۷۸۳ نفر جمعیت دارد.